# Iain Reid
Iain Reid (Ottawa, 1981) è uno scrittore e sceneggiatore canadese.

## Biografia
Nato e cresciuto ad Ottawa, Iain Reid è il fratello minore di Eliza Reid, moglie di Guðni Thorlacius Jóhannesson e first lady d'Islanda dal 2016.
Dopo la laurea in storia e giornalismo presso la Queen's University si è dedicato all'attività giornalistica, scrivendo anche una rubrica settimanale per il National Post e pubblicando regolarmente sul The New Yorker dal 2015. Nel 2010 ha pubblicato il suo primo libro, l'autobiografia One Bird's Choice: A Year in the Life of an Over-educated, Underemployed Twentysomething Who Moves Back Home, seguita nel 2013 da un sequel, The Truth About Luck: What I Learned on my Road Trip with Grandma.
L'esordio come romanziere è avvenuto nel 2016 con Sto pensando di finirla qui, successivamente adattato nel film omonimo dal regista Charlie Kaufman con lo stesso Reid in veste di produttore esecutivo. Nel 2018 ha scritto il suo secondo romanzo, Il nemico, e nel 2023 ha scritto a quattro mani con il regista Garth Davis la sceneggiatura dell'omonimo adattamento cinematografico del libro. Nel 2022 ha pubblicato il suo terzo romanzo, We Spread.

## Opere
- One Bird's Choice: A Year in the Life of an Over-educated, Underemployed Twentysomething Who Moves Back Home, House of Anansi Press, 2010. ISBN 978-0887842436.
- The Truth About Luck: What I Learned on my Road Trip with Grandma, House of Anansi Press, 2013. ISBN 978-1770892415.
- I'm Thinking of Ending Things, Scout Press/Simon & Schuster, 2016. ISBN 978-1911231363

Sto pensando di finirla qui, trad. Giula De Biase, Rizzoli, 2020. ISBN 978-8817143677
- Foe, Scout Press/Simon & Schuster, 2018. ISBN 978-1471177989.

Il nemico, trad. Stefano Tummolini, Rizzoli, 2023. ISBN 978-8817139830.
- We Spread, Scout Press/Simon & Schuster, 2022. ISBN 978-1398504134.

## Filmografia

### Sceneggiatore
- Il nemico (Foe), regia di Garth Davis (2023)

### Produttore esecutivo
- Sto pensando di finirla qui (I'm Thinking of Ending Things), regia di Charlie Kaufman (2020)
- Il nemico (Foe), regia di Garth Davis (2023)